# Sân bay Köln/Bonn
Sân bay Köln/Bonn (tiếng Đức: Flughafen Köln/Bonn, cũng gọi là Konrad-Adenauer-Flughafen hay Flughafen Köln-Wahn) (IATA: CGN, ICAO: EDDK) là một sân bay quốc tế ở khu bảo tồn thiên nhiên Wahner Heide, 15 km về phía tây nam đông của trung tâm Köln và 16 km đông bắc của Bonn. Đây là sân bay lớn thứ 6 ở Đức, và là một trong số các sân bay hoạt động 24/24 h tại Đức. Về khối lượng hàng hoá, đây là sân bay xếp thứ nhì. Năm 2007, sân bay này đã phục vụ 10,47 triệu lượt khách so với 9,9 triệu lượt năm 2006.
Năm 1913, chiếc máy bay đầu tiên cất cánh ở khu vực huấn luyện quân sự Wahner Heide. Năm 1939, sân bay đã được xây cho Luftwaffe.
Sau đệ nhị thế chiến, quân đội Anh đã chiếm đóng sân bay và mở rộng nó. Đường băng dài 1866 m đã được xây trong thời gian này, năm 1951 sân bay này đã được mở cửa cho hàng khoong dân dụng.
Trong thập niên 50 và 
During the 50s and 60s two60, các đường băng và một nhà ga đã được xây. Ngày 1/11/1970 một chiếc Boeing 747 đã cất cánh từ đây đi Thành phố New York lần đầu tiên.
Năm 1986, sân bay Köln/Bonn được United Parcel Service (UPS) chọn làm trung tâm châu Âu của mình.
Cuối thập niên 1990, sân bay này được đầu tư mở rộng với nhiều bãi đỗ xe và một nhà ga thứ nhì, năm 2004 thêm một nhà ga tàu hoả đường dài Bahnhof Köln/Bonn Flughafen, trên tuyến InterCityExpress (ICE) đường sắt cao tốc Köln-Frankfurt được khai trương.

## Hãng hàng không và tuyến bay

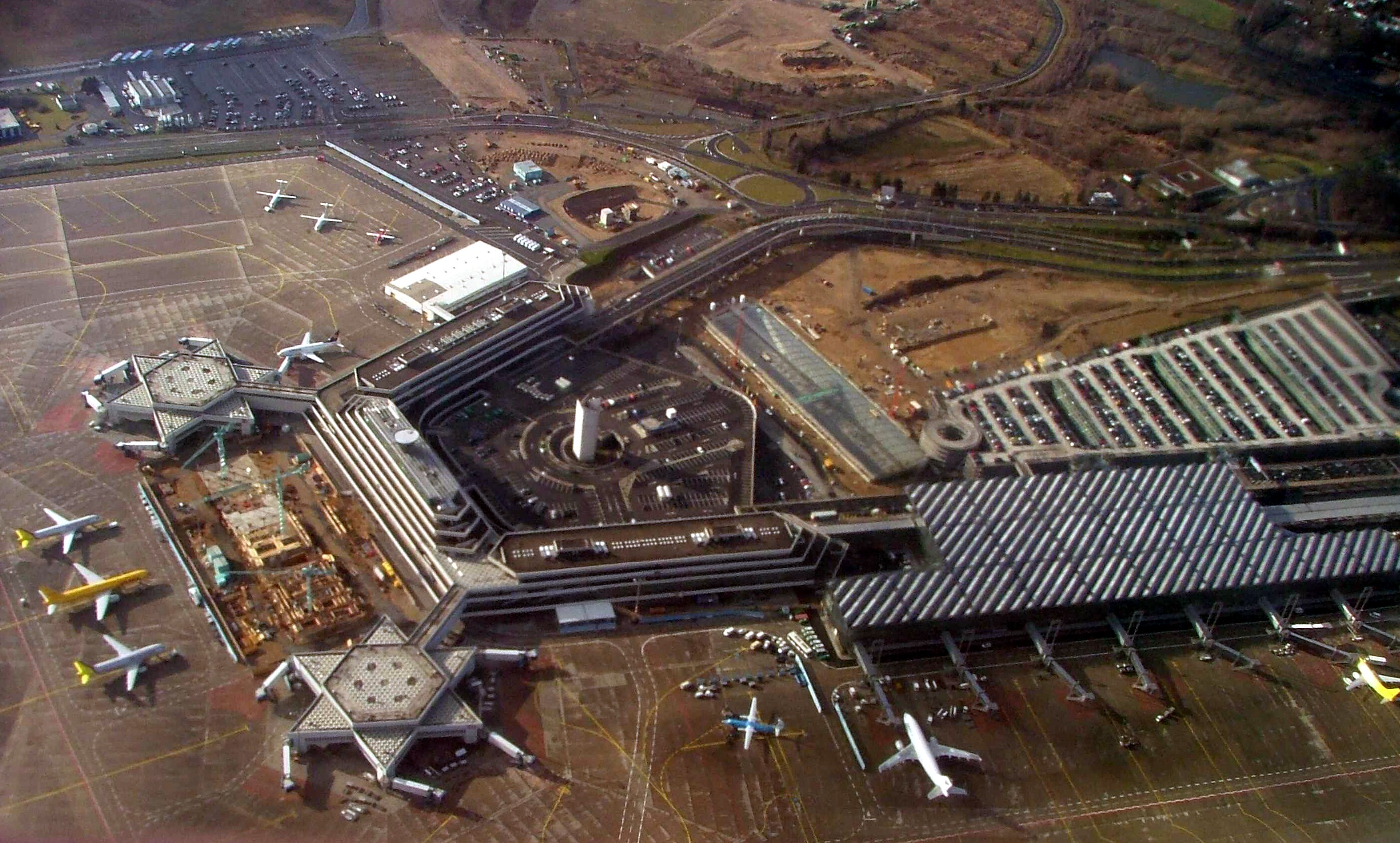
Cảnh từ trên cao

### Nhà ga 1
| Hãng hàng không                                | Các điểm đến |
| ---------------------------------------------- | --- |
| Austrian Airlines cung ứng bởi Austrian Arrows | Vienna |
| BMI Regional                                   | Nottingham/East Midlands |
| Germanwings                                    | Ankara, Antalya, Athens, Barcelona, Bastia, Belgrade, Berlin-Schönefeld, Bologna, Bucharest-Băneasa, Budapest, Corfu, Dresden, Dublin, Dubrovnik, Edinburgh, Faro, Hamburg [bắt đầu từ ngày 28/10], Heraklion, Ibiza, Istanbul-Sabiha Gökçen, Izmir, Katowice [ngừng từ ngày 14/6], Kavala, Kiev-Borispol, Klagenfurt [bắt đầu từ ngày 25/10], Kraków [bắt đầu từ ngày 15/6], Lamezia Terme, Las Palmas de Gran Canaria [bắt đầu từ ngày 31/10], Leipzig/Halle, Lisbon, London-Stansted, Marseille, Milan-Malpensa, Moskow-Vnukovo, Munich, Nice, Palma de Mallorca, Prague, Pristina, Pula, Reykjavik-Keflavik, Rhodes, Riga, Rome-Fiumicino, Rostock-Laage, Salzburg [bắt đầu từ ngày 25/10], Sarajevo, Skopje, Sofia, Split, St. Petersburg, Stockholm-Arlanda, Tenerife-South [bắt đầu từ ngày 25/10], Thessaloniki, Tirana, Verona, Vienna, Warsaw, Treviso [bắt đầu từ ngày October 25], Zadar, Zagreb, Zürich |
| Lufthansa                                      | Berlin-Tegel, Hamburg, London-Heathrow, Munich, Paris-Charles de Gaulle |

### Nhà ga 2
| Hãng hàng không                 | Các điểm đến |
| ------------------------------- | --- |
| Air Via                         | Bourgas, Varna [theo mùa] |
| Blue Air                        | Bucharest-Băneasa, Sibiu |
| Bulgarian Air Charter           | Bourgas, Varna [theo mùa] |
| Condor Airlines                 | Antalya, Arrecife, Faro, Fuerteventura, Hurghada, Jerez de la Frontera, Las Palmas, Palma de Mallorca, Tenerife-South |
| Czech Airlines                  | Prague |
| EasyJet                         | London-Gatwick |
| Freebird Airlines               | Antalya |
| InterSky                        | Friedrichshafen |
| Iran Air                        | Teheran-Imam Khomeinia |
| KLM cung ứng bởi KLM Cityhopper | Amsterdam |
| Pegasus Airlines                | Antalya, Istanbul-Sabiha Gökçen |
| Sky Airlines                    | Antalya |
| SunExpress                      | Antalya, Istanbul-Sabiha Gökçen, Izmir |
| TUIfly                          | Algiers [bắt đầu từ ngày 20/6], Antalya, Arrecife, Bari, Berlin-Tegel, Brindisi [bắt đầu từ ngày 12/6], Cagliari, Cairo, Calvi, Catania, Faro, Fuerteventura, Funchal, Graz, Hamburg, Heraklion, Innsbruck, Klagenfurt, Kos [bắt đầu từ ngày 2/5], Las Palmas, Malaga, Manchester [ngừng từ ngày 30/8], Memmingen, Nador, Naples, Olbia, Palermo, Palma de Mallorca, Pisa, Porto, Rhodes, Rijeka, Rimini, Salzburg, Tanger, Tel Aviv, Tenerife-South, Tunis, Valencia, Venice, Vienna [bắt đầu từ ngày 31/8], Westerland/Sylt |
| Turkish Airlines                | Ankara, Istanbul-Atatürk |
| Wizz Air                        | Gdańsk, Katowice, Kiev-Boryspil |

### Hãng hàng không hàng hoá
| Hãng hàng không                          | Các điểm đến                                                                    |
| ---------------------------------------- | ------------------------------------------------------------------------------- |
| UPS                                      | Louisville, Malmo, Newark                                                       |
| UPS cung ứng bởi Farnair Switzerland UPS | Basel/Mulhouse, Geneva, Prague, Zurich                                          |
| FedEx Express                            | Eastern Europe - Starting in May 2010, will be the largest FedEx hub in Germany |